# Alineamiento tripartito
| Tipología lingüística |
| --- |
| Tipología morfológica - Analítica - Aislante - Sintética - Fusionante - Aglutinante - Polisintética - Oligosintética |
| Tipología morfosintáctica - Alineamiento - Nominativo-acusativa - Alineamiento nominativo marcado - Ergativo-absolutiva - Ergatividad escindida - Alineamiento austronés - Activa-estativa - Alineamiento tripartito - Nominativo-absolutivo - Alineamiento directo-inverso - Verbos ditransitivos/monotransitivos - Secundativa - Indirectivo - Marcaje nulo - Marcaje de complemento - Doble marcaje - Marcaje de núcleo - Sujeto elíptico - Pivote sintáctico - Rol theta (Θ) |
| Orden de palabras - Lenguas VO (Verbo-Objeto) - Sujeto verbo objeto - Verbo sujeto objeto - Verbo objeto sujeto - Lenguas OV (Objeto-Verbo) - Sujeto objeto verbo - Objeto sujeto verbo - Objeto verbo sujeto - Lengua V2 - Orden de palabras libre - Tiempo modo lugar - Lugar modo tiempo |

En tipología lingüística, el alineamiento tripartito es un tipo de alineamiento morfosintáctico en que el argumento principal ("sujeto") de un verbo intransitivo, el argumento agente ("sujeto") de un verbo transitivo y el argumento paciente ("complemento directo") de un verbo transitivo son cada uno tratados de manera diferenciada en el sistema gramatical de una lengua. Esto contrasta con las lenguas de alineamiento nominativo-acusativo y ergativo-absolutivo, en que el argumento de un verbo intransitivo tiene la misma forma de, bien el argumento agente del transitivo (en lenguas nominativo-acusativas), o bien del argumento paciente del transitivo (en lenguas ergativo-absolutivas). Así, mientras que en español se usa el pronombre "yo" tanto en "yo corro" (argumento principal) como en "yo lo encuentro; yo encuentro a lo" (argumento agente), en una lengua ergativa se usaría el pronombre "mí" tanto en "mí corro" (argumento principal) como en "tú me ves; tú ves a mí" (argumento paciente). Sin embargo, una lengua con alineamiento tripartito trataría el "yo" de "yo corro", el "yo" de "yo lo encuentro" y el "mí" de "tú ves a mí" distintamente, en términos morfológicos y/o sintácticos. 
Qué lenguas constituyen ejemplos genuinos de alineamientos tripartitos es objeto de discusión; de todos modos, el wangkumara, el nez perce, el ainu, los dialectos vaj de janty, el semelai, el kalaw lagaw ya, el kham y el yazghulami han demostrado tener todos una estructura tripartita en al menos alguna parte de su gramática.
Aunque los alineamientos tripartitos son raros en lenguas naturales, han probado ser populares en lenguas construidas (o conlang) en particular el idioma Na'vi de Avatar en 2009.
En lenguas con casos gramaticales, un alineamiento tritransitivo normalmente marca el argumento agente de un verbo transitivo con un caso ergativo, el argumento paciente de un verbo transitivo con el caso acusativo y el argumento principal de un verbo intransitivo con un caso intransitivo.

## Sistemas tripartitos, ergativos y acusativos
Una lengua tripartita no mantiene ninguna equivalencia sintáctica o morfológica (tal como el orden de palabras o la existencia de casos gramaticales) entre el argumento central de verbos intransitivos y cualquiera de los dos argumentos centrales de verbos transitivos. En sistemas de alineamiento tripartito completo esto implica que el argumento agente de un verbo intransitivo siempre es tratado diferente de cada uno de los argumentos centrales de verbos transitivos, mientras que para sistemas mixtos de alineamiento intransitivo esto puede implicar solamente que ciertos tipos de nombres sean tratados diferente entre estas posiciones sintácticas.

Alineamiento acusativo

Alineamiento ergativo

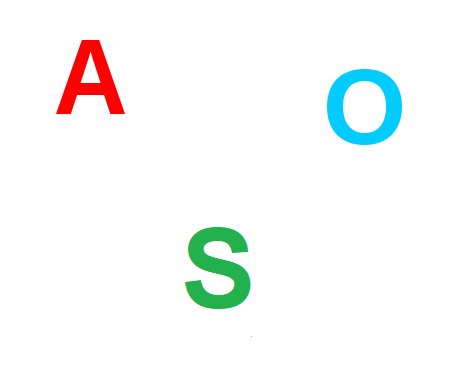
Alineamiento tripartito

Los argumentos de un verbo son comúnmente simbolizados de la siguiente forma:
- A= Argumento "AGENTE" de un verbo transitivo (el sujeto transitivo tradicional).
- O (también P)= "Argumento "PACIENTE" de un verbo transitivo (el objeto transitivo tradicional)
- S= Argumento de un verbo intransitivo (el sujeto intransitivo tradicional)

La relación entre los alineamientos acusativos, ergativos y tripartitos se pueden representar esquemáticamente de la siguiente manera:
|   | Ergative-Absolutivo | Nominative-Accusative | Tripartite |
| - | ------------------- | --------------------- | ---------- |
| A | ERG                 | NOM                   | ERG        |
| O | ABS                 | ACC                   | ACC        |
| S | ABS                 | NOM                   | INTR       |

Véase alineamiento morfosintáctico para una explicación más detallada.
El término de «sujeto» suele resultar conflictivo con se aplica a lenguas que tienen algún otro alineamiento morfosintáctico aparte del nominativo-acusativo y, por tanto, referirse al argumento de oraciones transitivas como «agente» es preferible al término «sujeto».

## Tipos de sistemas tripartitos
Los idiomas pueden ser designados como lenguas tripartitas en virtud de tener un alineamiento tripartito morfosintáctico completo, o en virtud de tener un sistema mixto, lo cual resulta en un trato tripartito de una o más tipos específicos de nombres.

### Sistemas tripartitos completos
Un sistema tripartito completo distingue entre argumentos de Sujeto, Agente y Objeto (o Paciente) en todos los tipos de nombres; y el wangkumara, según se ha afirmado, es el único con este sistema documentado.

#### Ejemplo
El wangkumara marca consistentemente la diferencia entre los argumentos S, A y O en la morfología, como se demuestra en el ejemplo (1) a continuación:
| a. | karn- ia                           | yanthagaria  | makurr-anrru        |
|    | hombre-NOM                         | caminar.PRES | palo-INSTR          |
|    | "El hombre camina con un palo"     |              |                     |
| b. | karna-ulu                          | kalkanga     | thithi- nhanha      |
|    | man-ERG                            | pegar.PRET   | perro-ACC.NoMasc.sg |
|    | "El hombré pegó al perro (hembra)" |              |                     |

En el ejemplo de arriba, el caso intransitivo en (a) está etiquetado como NOM (nominativo) según la transcripción original de Breen. También se aprecian diferentes sufijos para marcar los casos intransitivo (NOM), ergativo (ERG) y acusativo (ACC).
La misma distinción tripartita es clara en el sistema pronominal:
| Palu-nga   | nganyi  |
| morir-PRET | 1sg.NOM |
| "Yo morí"  |         |

| Ngkatu                             | nhanha  | kalka-nga  |
| 1sg.ERG                            | 3sg.ABS | pegar-PRET |
| "Yo pegué a él/ella (yo le pegué)" |         |            |

| Nulu                                  | nganha  | kalka-ng   |
| 3sg.ERG                               | 1sg.ABS | pegar-PRET |
| "Ella/él pegó a mí (ella/él me pegó)" |         |            |

En los ejemplos de arriba se puede apreciar el pronombre de la primera persona del singular tomando diferentes formas para cada uno de los argumentos S, A y O (marcados como NOM, ERG y ABS respectivamente), indicando el alineamiento tripartito en la morfología pronominal.
Estudios sintácticos del wangkumara sugieren que esto es generalmente verdad en el conjunto del idioma. Por tanto, el wangkumara representa un ejemplo de alineamiento tripartito completo. 

### Sistemas mixtos
Siendo más comunes que los sistemas tripartitos completos, los sistemas de alineamiento partito mixto bien demuestran alineamiento partito en algún apartado de su gramática, o bien carecen de caso ergativo, acusativo o de ambos en algunos tipos de nombres.  Un ejemplo de esto puede ser el yazghulami, que expone alineamiento tripartito, aunque solo en el pretérito. Otro ejemplo de esto mismo podría ser el nez perce, que carece de marca ergativa en la primera y segunda persona.
Los siguientes ejemplos del nez perce ilustran la oposición intransitivo-ergativo-acusativa que se mantiene en la tercera persona:
| a. | Hi-páay-na                      | háama-Ø    |                    |
|    | 3sg.llegar-PERF                 | hombre.NOM |                    |
|    | "El hombre llegó"               |            |                    |
| b. | Háamap-im                       | 'aayato-na | pée-'nehne-ne      |
|    | hombre-ERG                      | mujer-ACC  | 3sg-3sg-coger-PERF |
|    | "El hombre se llevó a la mujer" |            |                    |

En los ejemplos de arriba, (2a) muestra el marcaje del caso intransitivo (aquí escrito como NOM), mientras que (2b) muestra un marcaje diferente para los casos ergativo y acusativo. Por tanto, el nez perce muestra discernimiento tripartito en la morfología de su tercera persona.

## Realizaciones del alineamiento tripartito

### Alineamiento tripartito sintáctico

#### Construcciones con voz pasiva y anti-pasiva
El ainu también manifiesta la típica formación de la voz pasiva de las lenguas nominativo-acusativas, y la antipasitva de las lenguas ergativo-absolutivas. Al igual que el nez perce, el uso de ambas voces, pasiva y antipasiva, es una característica de una lengua tripartita.